# Rafael Alkorta
Rafael Alkorta Martínez (Bilbau, 16 de setembro de 1968) é um ex-futebolista basco.

## Carreira
O defensor iniciou a carreira em 1985, aos 17 anos, no Athletic Bilbao, onde ficaria até 1993. Ao contrário de outros integrantes da grande geração de jogadores bascos da época, que se concentraram no Barcelona (Andoni Zubizarreta, Julio Salinas, Ion Andoni Goikoetxea, Txiki Begiristain, dentre outros), Alkorta foi jogar no arqui-rival Real Madrid, onde fez grande dupla de zaga com Fernando Hierro. Conquistaria nas quatro temporadas no Real dois campeonatos espanhóis.
Voltou ao Athletic após conquistar seu segundo título espanhol pelo Real, em 1997, ficando no principal clube do País Basco até encerrar a carreira, em 2002, aos 34 anos, em decorrência de frequentes lesões. Jogou 54 partidas pela Seleção Espanhola de 1990 a 1998, não tendo marcado nenhum gol, e disputado as três Copas do Mundo do período, além da Eurocopa 1996.